# H.E.R.
Gabriella Sarmiento Wilson (Vallejo, 27 de junho de 1997), mais conhecida como H.E.R. (acrônimo de Having Everything Revealed) é uma cantora estadunidense de R&B contemporâneo. Seu extended play (EP) de estreia, H.E.R. Vol. 1, foi lançado em 9 de setembro de 2016, por intermédio da RCA Records. Em 2016, figurou iTunes na lista de Best R&B/Soul Albums; a faixa "Losing" figurou em Best R&B/Soul Singles.

## Biografia
Nascida em Vallejo, na Califórnia, Wilson cresceu na área da baía de São Francisco, filha de mãe filipina e pai afro-americano. Inicialmente, foi submetida ao público como um prodígio após performar Alicia Keys no piano, no The Today Show, antes de competir no concurso de canto Radio Disney's The Next BIG Thing, aos 12 anos de idade. Aos 14 anos de idade, assinou um contrato com a Sony e lançou uma canção de estreia, "Something to Prove", sob seu nome verdadeiro.
Em entrevista para o LA Times acerca do sigilo de sua identidade, H.E.R. afirmou: "O mistério é uma metáfora de quem eu sou, ou quem eu era durante a criação do projeto. [...] Sinto que, frequentemente, não gostamos de ser abertos com as pessoas sobre nossas emoções ou coias que estamos passando. Durante o momento de gravação, eu evitava falar dos meus sentimentos, exceto quando compunha ou estava no estúdio."
Além disso, explicou, para a publicação Rolling Stone: "Eu sou a voz para mulheres que se sentem sozinhas nessas situações. O projeto veio de uma emoção, e é o que quero que isso seja  – não o jeito que aparento ser ou com quem estou, mas as emoções cruas que porto e o apoio às mulheres." Numa entrevista para a organização NPR, afirmou: "Eu sinto que essa é a era de ir contra o estrelato. Eu realmente só quero fazer música e fugir de questões sobre relacionamentos ou o que estou vestindo."

## Discografia

### Àlbuns de Estúdio
| Título          | Detalhes                                                                                     | Posições | Posições   | Posições |
| Título          | Detalhes                                                                                     | US       | US R&B /HH | US R&B   |
| --------------- | -------------------------------------------------------------------------------------------- | -------- | ---------- | -------- |
| Back of My Mind | - Lançamento: 18 de Junho de 2021 - Gravadora: RCA - Formato(s): download digital, streaming | 6        | 4          | 1        |

### Coletâneas
| Título | Detalhes                                                                                    | Posições | Posições   | Posições |
| Título | Detalhes                                                                                    | US       | US R&B /HH | US R&B   |
| ------ | ------------------------------------------------------------------------------------------- | -------- | ---------- | -------- |
| H.E.R. | - Lançamento: 20 de outubro de 2017 - Gravadora: RCA - Formato(s): LP, CD, download digital | 47       | 24         | 5        |

### Extended plays(EPs)
| H.E.R. Volume 1                                              | - Lançamento: 9 de setembro de 2016 - Gravadora: RCA - Formato(s): Download digital | —   | 28 | 12 | 8 | —  |
| H.E.R. Volume 2                                              | - Lançamento: 16 de junho de 2017 - Gravadora: RCA - Formato: Download digital      | 49  | 22 | 7  | — | —  |
| H.E.R. Volume 2, The B Sides                                 | - Lançamento: 20 de outubro de 2017 - Gravadora: RCA - Formato: Download digital    | 139 | —  | 19 | — | —  |
| I Used to Know Her: The Prelude                              | - Lançamento: 3 de agosto de 2018 - Gravadora: RCA - Formato: Download digital      | 20  | 12 | 1  | — | 89 |
| I Used to Know Her: Part 2                                   | - Lançamento: 2 de novembro de 2018 - Gravadora: RCA - Formato: Download digital    | 87  | 48 | 10 | — | —  |
| "—" expressa canções que não figuraram nas tabelas musicais. |                                                                                     |     |    |    |   |    |

### Singles
| Ano  | Título                                           | Melhor posição | Melhor posição | Melhor posição | Melhor posição | Melhor posição | Certificações                                    | Álbum                   |   |
| Ano  | Título                                           | EUA            | AUS            | CAN            | NZ             | RU             | Certificações                                    | Álbum                   |   |
| ---- | ------------------------------------------------ | -------------- | -------------- | -------------- | -------------- | -------------- | ------------------------------------------------ | ----------------------- | - |
| 2014 | "Something to Prove"                             | —              | —              | —              | —              | —              |                                                  | —                       |   |
| 2017 | "Focus"                                          | 100            | —              | —              | —              | —              | - RIAA: Platina - MC: Ouro                       | H.E.R.                  |   |
| 2017 | "Best Part" (com Daniel Caesar)                  | 75             | —              | —              | —              | —              | - RIAA: 4× Platina - MC: 3× Platina - BPI: Prata | H.E.R.                  |   |
| 2018 | "This Way" (com Khalid)                          | —              | —              | —              | —              | —              | - RIAA: Ouro                                     | Superfly                |   |
| 2018 | "Could've Been" (ft. Bryson Tiller)              | 76             | —              | —              | 31             | —              | - RIAA: Platina - MC: Ouro                       | I Used to Know Her      |   |
| 2019 | "Hard Place"                                     | —              | —              | —              | 29             | —              | - RIAA: Ouro                                     | I Used to Know Her      |   |
| 2019 | "Slide" (ft. YG)                                 | 67             | —              | —              | 23             | —              | * RIAA: 2× Platina                               | Back of My Mind         | — |
| 2019 | "Slow Down" (com Skip Marley)                    | 105            | —              | —              | —              | —              |                                                  | Higher Place            | — |
| 2020 | "I Can't Breathe"                                | —              | —              | —              | —              | —              |                                                  | —                       |   |
| 2020 | "Damage"                                         | 44             | —              | —              | 28             | —              | - RIAA: 2× Platina                               | Back of My Mind         |   |
| 2021 | "Fight for You"                                  | —              | —              | —              | —              | —              |                                                  | Judas e o Messias Negro |   |
| 2021 | "Hold Us Together (Hope Mix)" (com Tauren Wells) | —              | —              | —              | —              | —              |                                                  | —                       |   |
| 2021 | "Come Through" (com Chris Brown)                 | 64             | 96             | 91             | 3              | 75             |                                                  | Back of My Mind         |   |